# Pēteris Slavens

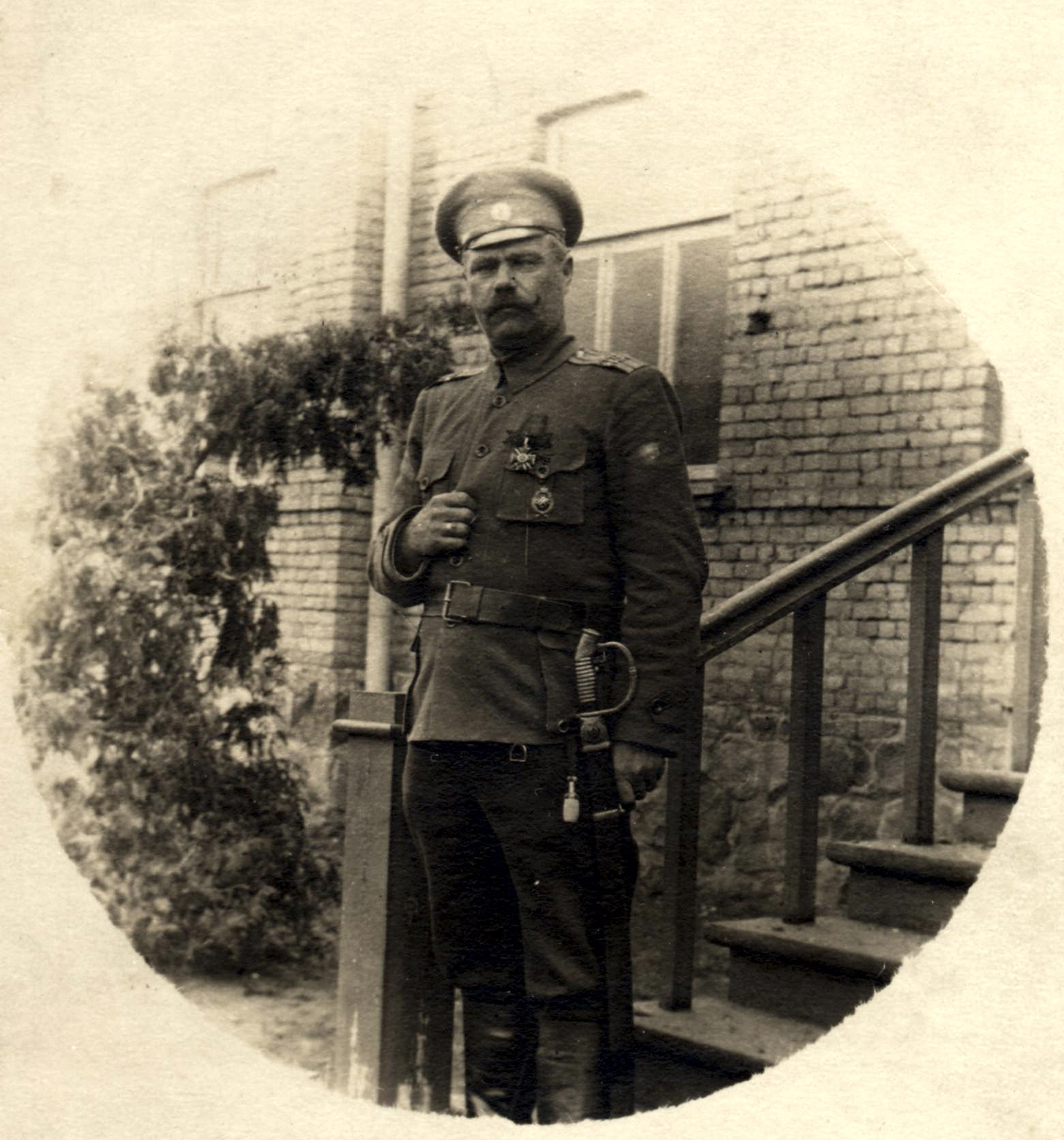
Pēteris Slavens als Offizier des Russischen Kaiserreichs.

Pēteris Slavens (* 24. Märzjul. / 5. April 1874greg., Kreis Cēsis, Gouvernement Livland; † 14. November 1919 in Valmiera) war ein gebürtiger Lette, der als Offizier in der Armee des russischen Kaiserreiches Karriere machte und später zwangsweise in der neugegründeten Roten Armee aufgrund des akuten Mangels an fachkundigem militärischen Personal zum Armee-Befehlshaber aufstieg. 1919 war er kurzzeitig Oberbefehlshaber der Sowjetlettischen Armee im Russischen Bürgerkrieg sowie im Lettischen Unabhängigkeitskrieg.

## Leben
In der Zaristischen Armee besuchte Slavens ab 1893 eine Junkerschule. Im Jahr 1917 nahm er als Regimentskommandeur aus gesundheitlichen Gründen den Abschied und war in verschiedenen Lazaretten in Behandlung. Nach der Oktoberrevolution wurde er im Frühjahr 1918 trotz angeschlagener Gesundheit durch die Rote Armee zwangsreaktiviert. Ab dem 13. April 1918 befehligte die Versorgungsabteilung der Roten Lettischen Schützendivision, dann ab August die 5. Armee im Osten, der im September 1918 mit der Einnahme von Kasan ein großer militärischer Erfolg im Russischen Bürgerkrieg gelang.  Später befehligte er bis Januar 1919 die Südfront der Roten Armee. Wegen seiner Krankheit begab sich Slavens kurz darauf in das damals bolschewistische Riga, wo er wiederum einen Dienstposten bei der Sowjetlettischen Armee antreten musste. Ab März war er Befehlshaber dieser Armee und wurde von der sowjet-lettischen Parteiführung für deren verheerende Niederlage im Mai 1919 (Eroberung Rigas durch die Baltische Landeswehr) verantwortlich gemacht. Es wurden kriegsgerichtliche Untersuchungen gegen ihn eingeleitet. Slavens erhielt später aus Gesundheitsgründen seine Demobilisierung, überschritt die Frontlinie und stellte sich im November 1919 den bürgerlich-lettischen Behörden. In ein Kriegsgefangenenlager eingewiesen, starb Slavens kurz darauf im Lazarett an Lungenentzündung.